# Zoltán Kammerer
Zoltán Kammerer (Vác, 10 de marzo de 1978) es un deportista húngaro que compite en piragüismo en la modalidad de aguas tranquilas.
Participó en cinco Juegos Olímpicos, entre las ediciones de 1996 y 2012, obteniendo en total cuatro medallas: dos oros en Sídney 2000, un oro en Atenas 2004 y una plata en Londres 2012.  En los Juegos Europeos de Bakú 2015 consiguió dos medallas de oro.
Ganó 15 medallas en el Campeonato Mundial de Piragüismo entre los años 1997 y 2017, y 16 medallas en el Campeonato Europeo de Piragüismo entre los años 1997 y 2013.

## Palmarés internacional
| Juegos Olímpicos   | Juegos Olímpicos             | Juegos Olímpicos  | Juegos Olímpicos |
| Año                | Lugar                        | Medalla           | Competición      |
| ------------------ | ---------------------------- | ----------------- | ---------------- |
| 2000               | Sídney (Australia)           | Medalla de oro    | K2 500 m         |
| 2000               | Sídney (Australia)           | Medalla de oro    | K4 1000 m        |
| 2004               | Atenas (Grecia)              | Medalla de oro    | K4 1000 m        |
| 2012               | Londres (Reino Unido)        | Medalla de plata  | K4 1000 m        |
| Campeonato Mundial |                              |                   |                  |
| Año                | Lugar                        | Medalla           | Competición      |
| 1997               | Dartmouth (Canadá)           | Medalla de oro    | K4 500 m         |
| 1999               | Milán (Italia)               | Medalla de oro    | K4 1000 m        |
| 1999               | Milán (Italia)               | Medalla de bronce | K4 500 m         |
| 2001               | Poznań (Polonia)             | Medalla de plata  | K4 1000 m        |
| 2002               | Sevilla (España)             | Medalla de bronce | K2 500 m         |
| 2003               | Gainesville (Estados Unidos) | Medalla de plata  | K4 1000 m        |
| 2006               | Szeged (Hungría)             | Medalla de oro    | K2 1000 m        |
| 2006               | Szeged (Hungría)             | Medalla de bronce | K2 500 m         |
| 2007               | Duisburgo (Alemania)         | Medalla de bronce | K2 500 m         |
| 2007               | Duisburgo (Alemania)         | Medalla de bronce | K2 1000 m        |
| 2009               | Dartmouth (Canadá)           | Medalla de plata  | K2 500 m         |
| 2010               | Poznań (Polonia)             | Medalla de plata  | K2 1000 m        |
| 2014               | Moscú (Rusia)                | Medalla de bronce | K4 1000 m        |
| 2015               | Milán (Italia)               | Medalla de plata  | K4 1000 m        |
| 2017               | Račice (República Checa)     | Medalla de plata  | K4 1000 m        |
| Juegos Europeos    |                              |                   |                  |
| Año                | Lugar                        | Medalla           | Competición      |
| 2015               | Bakú (Azerbaiyán)            | Medalla de oro    | K2 1000 m        |
| 2015               | Bakú (Azerbaiyán)            | Medalla de oro    | K4 1000 m        |
| Campeonato Europeo |                              |                   |                  |
| Año                | Lugar                        | Medalla           | Competición      |
| 1997               | Plovdiv (Bulgaria)           | Medalla de oro    | K4 500 m         |
| 1997               | Plovdiv (Bulgaria)           | Medalla de oro    | K4 1000 m        |
| 1999               | Zagreb (Croacia)             | Medalla de plata  | K2 500 m         |
| 1999               | Zagreb (Croacia)             | Medalla de plata  | K2 1000 m        |
| 2000               | Poznań (Polonia)             | Medalla de plata  | K4 1000 m        |
| 2002               | Szeged (Hungría)             | Medalla de plata  | K2 500 m         |
| 2002               | Szeged (Hungría)             | Medalla de plata  | K4 1000 m        |
| 2004               | Poznań (Polonia)             | Medalla de oro    | K4 1000 m        |
| 2005               | Poznań (Polonia)             | Medalla de bronce | K2 500 m         |
| 2006               | Račice (República Checa)     | Medalla de oro    | K2 1000 m        |
| 2006               | Račice (República Checa)     | Medalla de plata  | K2 500 m         |
| 2007               | Pontevedra (España)          | Medalla de oro    | K2 1000 m        |
| 2008               | Milán (Italia)               | Medalla de plata  | K4 500 m         |
| 2009               | Brandeburgo (Alemania)       | Medalla de plata  | K2 500 m         |
| 2010               | Corvera (España)             | Medalla de plata  | K2 1000 m        |
| 2013               | Montemor-o-Velho (Portugal)  | Medalla de bronce | K4 1000 m        |